# Gouvernement Siim Kallas
Pour les articles homonymes, voir Gouvernement Kallas.
 (août 2023).
Si vous disposez d'ouvrages ou d'articles de référence ou si vous connaissez des sites web de qualité traitant du thème abordé ici, merci de compléter l'article en donnant les références utiles à sa vérifiabilité et en les liant à la section « Notes et références ».
République d'Estonie
Laar II Parts
Le gouvernement Kallas (en estonien : Siim Kallase valitsus) est le gouvernement de la république d'Estonie entre le 28 janvier 2002 et le 10 avril 2003, durant la neuvième législature du Riigikogu.

## Coalition et historique
Dirigé par le nouveau Premier ministre libéral Siim Kallas, précédemment ministre des Finances, ce gouvernement est constitué par le Parti du centre d'Estonie (EKE) et le Parti de la réforme d'Estonie (ERE). Ensemble, ils disposent de 46 députés sur 101, soit 45,5 % des sièges du Riigikogu. Il bénéficie du soutien sans participation du Parti populaire modéré (RM), qui dispose de 17 députés sur 101, soit 16,8 % des sièges du Riigikogu.
Il est formé à la suite de la démission du Premier ministre conservateur Mart Laar et succède à son second gouvernement, constitué et soutenu par une coalition entre l'Union Pro Patria (IL), l'ERE et le RM. Formé après les élections 7 mars 1999, malgré le fait que l'EKE soit arrivé en tête, l'exécutif remet sa démission au bout de trois ans, du fait des divergences politiques entre les partis composant l'alliance au pouvoir. Bien que les libéraux aient moins de députés que les centristes, c'est le ministre des Finances Siim Kallas qui prend la direction du gouvernement.
À l'occasion des élections législatives du 2 mars 2003, le parti Res Publica (RP), formé en 2002, arrive nettement en tête. Son président Juhan Parts est appelé aux fonctions de Premier ministre. Il s'associe alors avec l'ERE et l'Union populaire estonienne (ERL), constituant ainsi son gouvernement.

## Composition
| Fonction                                                | Titulaire | Titulaire                                                                 | Parti |
| ------------------------------------------------------- | --------- | ------------------------------------------------------------------------- | ----- |
| Premier ministre                                        |           | Siim Kallas                                                               | ERE   |
| Ministre de l'Éducation et de la Recherche              |           | Mailis Rand                                                               | EKE   |
| Ministre de la Justice                                  |           | Märt Rask                                                                 | ERE   |
| Ministre de la Défense                                  |           | Sven Mikser                                                               | EKE   |
| Ministre de l'Environnement                             |           | Heiki Kranich                                                             | ERE   |
| Ministre de la Culture                                  |           | Signe Kivi (jusqu'au 29/08/2002) Margus Allikmaa (à partir du 03/09/2002) | ERE   |
| Ministre des Affaires économiques et des Communications |           | Liina Tõnisson                                                            | ERE   |
| Ministre de l'Agriculture                               |           | Jaanus Marrandi                                                           | EKE   |
| Ministre des Finances                                   |           | Harri Õunapuu                                                             | EKE   |
| Ministre de l'Intérieur                                 |           | Ain Seppik (jusqu'au 03/02/2003) Toomas Varek (à partir du 10/02/2003)    | EKE   |
| Ministre des Affaires régionales                        |           | Toivo Asmer                                                               | ERE   |
| Ministre des Affaires sociales                          |           | Siiri Oviir                                                               | EKE   |
| Ministre des Affaires étrangères                        |           | Kristiina Ojuland                                                         | ERE   |
| Ministre de la Population et des Affaires ethniques     |           | Eldar Efendijev                                                           | EKE   |